# Cantonul Saint-Auban
Cantonul Saint-Auban este un canton din arondismentul Grasse, departamentul Alpes-Maritimes, regiunea Provence-Alpes-Côte d'Azur, Franța.

## Comune
- Aiglun
- Amirat
- Andon
- Briançonnet
- Caille
- Collongues
- Gars
- Le Mas
- Les Mujouls
- Saint-Auban (reședință)
- Sallagriffon
- Séranon
- Valderoure